# Скородумово
Скороду́мово (рос. Скородумово) — присілок у складі Бабушкінського району Вологодської області, Росія. Входить до складу Березниківського сільського поселення.

## Населення
Населення — 3 особи (2010; 2 у 2002).
Національний склад (станом на 2002 рік):
- росіяни — 100 %